# Vincent de Gournay
Jaques Claude Marie Vincent de Gournay, född 28 maj 1712, död 17 juni 1759 (i Paris eller Cádiz), var en fransk nationalekonom. Som fysiokrat verkade han för Frankrikes ekonomiska utveckling. Han har av vissa ekonomihistoriker ansetts mynta begreppet laissez faire, genom uttrycket ”Laissez faire et laissez passer, le monde va de lui même!” – ’låt gå, låt det passera, (så) går världen av sig själv’, och har också ansetts som upphovsman för ordet byråkrati.
Gournay var anställd i statstjänst från 1749. Han arbetade för handelsfrihet och översatte Josiah Childs arbeten till franska. 1751 blev han intendant du commerce – kommersintendent. Han myntade begreppet byråkrati, som för honom betydde att staten styrdes från skrivbord istället för observationer av verkligheten.[källa behövs] Han skapade en organisation, Société d'agriculture, de commerce et des arts des États de Bretagne, i Bretagne 1757 för att befrämja jordbruk, handel och konst.
Hans far hette Claude Vincent, kom från Saint-Malo och var kunglig sekreterare.